# محمود جمعة
محمود جمعة (1950- 3 يوليو 2020) ممثل وشاعر مصري
بدأ مشواره الفني عام 2006 من خلال مسلسل «بنت بنوت»، وكان آخر ظهور له على في مسلسل «قوت القلوب»، في دور «فواز» شيخ الحارة.

## أعماله

### مسلسلات
- قوت القلوب (2020)
- الزائر (2019)
- بحر (2019)
- بركة (2019)
- زلزال (2019)
- زودياك (2019)
- قابيل (2019)
- ولد الغلابة (2019)
- لمس أكتاف (2019)
- ممالك النار (2019)
- هوجان (2019)
- اختفاء (2018)
- الأب الروحي ج2 (2018)
- رسايل (2018)
- طايع (2018)
- هرم الست رئيسة (2012)
- خرم إبرة (2012)
- يا أنا يا إنتي (2015)
- بنت بنوت (2006)

### أفلام
- جمهورية إمبابة
- حديد
- اشتباك
- الفيل الأزرق 2
- فيرس

## وفاته
توفي في الثالث من يوليو عام 2020 عن عمر ناهز 71 عامًا، بعد تعرضه لوعكة صحية أدخلته في غيبوبة نُقلَ على أثرها لغرفة العناية المركزة في مشفى بنها الجامعي، ووافته المنية فيها.

## روابط خارجية
- محمود جمعة على موقع الدهليز
- محمود جمعة على موقع قاعدة بيانات الأفلام العربية